# Salar de Surire
Salar de Surire är en saltslätt i Chile.   Den ligger i regionen Región de Arica y Parinacota, i den norra delen av landet, 1 600 km norr om huvudstaden Santiago de Chile.